# Балка Водинська (притока Інгулу)
Балка Водинська — балка (річка) в Україні у Новобузькому й Баштанському районі Миколаївської області. Ліва притока річки Інгулу (басейн Південного Бугу).

## Опис
Довжина балки приблизно 22,70 км, найкоротша відстань між витоком і гирлом — 19,22 км, коефіцієнт звивистості річки — 1,18 . Формується декількома струмками та загатами. На деяких ділянках балка пересихає.

## Розташування
Бере початок на північно-східній околиці села Новополтавка і тече переважно на південний захід через село. Далі тече через село Трояни та через озеро Водяне й на південній околиці села Привільне впадає в річку Інгул, ліву притоку річки Південного Бугу.

## Цікаві факти
- У селі Новополтавка річку перетинає автошлях Н11[2] (автомобільний шлях національного значення на території України, Дніпро — Кривий Ріг — Миколаїв. Проходить територією Дніпропетровської та Миколаївської областей.).
- На балці існують газгольдер та декілька газових свердловин[1].